# X-Men 2: Clone Wars
X-Men 2: Clone Wars is een computerspel voor de Sega Mega Drive. Het platformspel werd uitgebracht in 1995. 

## Plot
Cerebro ontdekt dat een buitenaards ras, dat bekend staat als de Phalanx, is teruggekeerd en een productiefaciliteit voor schildwachten heeft geïnfecteerd. Professor X stuurt de X-Men (bestaande uit Beast, Psylocke, Gambit, Nightcrawler, Wolverine en Cyclops) om het Phalanx-virus te vernietigen, maar ontdekt dat het virus zich heeft verspreid naar Avalon, de thuisbasis van Exodus en Magneto. Magneto sluit zich vervolgens aan bij de X-Men om te voorkomen dat de Phalanx de controle over de aarde overneemt door al zijn bewoners te assimileren. Uiteindelijk volgt een confrontatie met hordes Phalanx-klonen.